# Leptis Magna

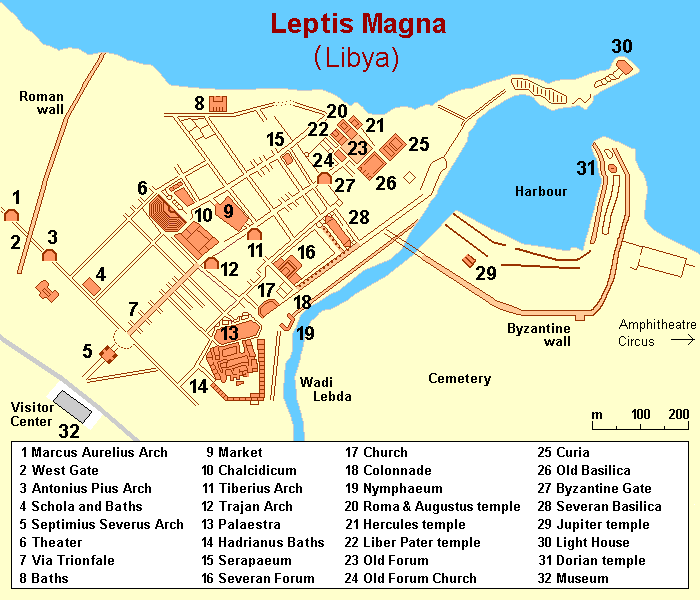
Bản đồ Leptis Magna

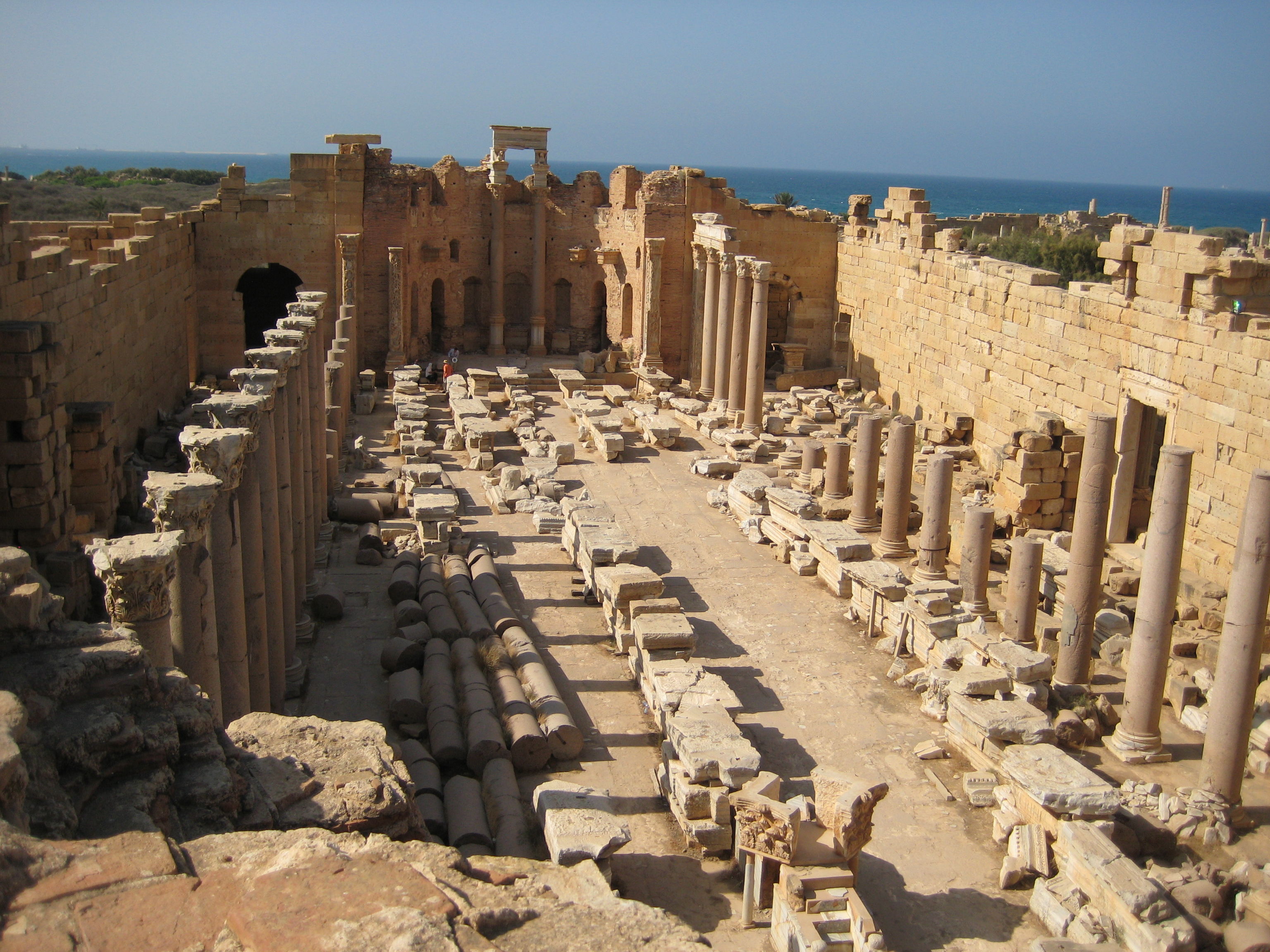
Di tích Thánh đường Severan Basilica

Leptis Magna, (tiếng Ả Rập: لبدة ]) còn được gọi là Lectis Magna (hoặc Lepcis Magna như đôi khi nó được phát âm), còn gọi là Lpqy, Neapolis, Lebida hoặc Lebda ngày nay bởi cư dân Libya. Nó là một thành phố nổi bật của Đế chế La Mã. Tàn tích của nó nằm tại tại Al Khums, Libya, 130 km về phía đông của Tripoli, trên bờ biển nơi mà sông Lebda Wadi gặp biển. Di chỉ này là một trong những tàn tích La Mã hùng vĩ và hoang sơ còn lại ở Địa Trung Hải.
Thành phố này dường như đã được thành lập bởi di dân Phoenicia vào khoảng năm 1100 trước Công nguyên, người ta đã cho nó tên Lybico-Berber là Lpqy.
Thành phố dường như không có được sự nổi bật cho đến khi Carthage trở thành một cường quốc trong vùng biển Địa Trung Hải vào thế kỷ thứ 4 trước Công nguyên. Nó vẫn là một phần lãnh thổ của Carthage cho đến khi kết thúc Chiến tranh Punic lần thứ ba trong năm 146 TCN và sau đó trở thành một phần của Cộng hòa La Mã, dường như từ năm 200 TCN trở về sau, thành phố đã đạt được một quyền độc lập đáng kể.
Leptis Magna vẫn như vậy cho đến triều đại của hoàng đế La Mã Tiberius, khi thành phố và các vùng lân cận đã được chính thức sáp nhập vào đế quốc như một phần của tỉnh châu Phi. Nó nhanh chóng trở thành một trong những thành phố hàng đầu của La Mã ở châu Phi và một trung tâm buôn bán chính.
Leptis bắt đầu trở nên nổi tiếng vào năm 193, khi một người con bản xứ, Lucius Septimius Severus, trở thành hoàng đế. Ông yêu mến quê hương của mình lên trên tất cả các thành phố khác thuộc tỉnh, và các tòa nhà và sự giàu có, ông bỏ nhiều tiền bạc làm cho Leptis Magna trở thành phố quan trọng thứ ba ở châu Phi, sánh ngang với Carthage và Alexandria. Năm 205, ông và gia đình hoàng tộc đã đến thăm thành phố và nhận được danh hiệu lớn.
Trong số những thay đổi mà Severus tạo ra là để tạo ra một khu chợ tuyệt vời mới và xây dựng lại các bến cảng.
Leptis tiếp tục mở rộng ở giai đoạn này. Trong cuộc khủng hoảng của thế kỷ thứ ba, khi thương mại giảm mạnh, tầm quan trọng của Leptis Magna cũng rơi vào suy giảm, vào giữa thế kỷ thứ tư, phần lớn các thành phố đã bị bỏ rơi. Ammianus Marcellinus kể lại rằng cuộc khủng hoảng đã trở nên tồi tệ bởi một thống đốc La Mã tham nhũng có tên Romanus trong một cuộc đột kích các bộ lạc lớn, người đòi hối lộ để bảo vệ thành phố. Thành phố đổ nát không thể trả được khoản cống nạp này và phàn nàn với hoàng đế Valentianian. Romanus sau đó hối lộ người tại triều đình và bố trí cho các phái viên Leptan bị trừng phạt "vì đưa cáo buộc sai lầm". Nó đã có sự phục hồi nhẹ trong thời trị vì của hoàng đế Theodosius I.
Năm 439, Leptis Magna và phần còn lại của các thành phố ở Tripolitania nằm dưới sự kiểm soát của người Vandals khi vua của họ, Gaiseric, chiếm Carthage từ những người La Mã và biến nó thành thủ đô của mình. Thật không may cho tương lai của Leptis Magna, Gaiseric đã ra lệnh phá bỏ bức tường của thành phố để ngăn cản người dân từ nổi loạn chống lại chế độ Vandal. Người dân Leptis và Vandals đã phải trả một giá đắt cho điều này trong năm 523 khi một nhóm người du mục Berber cướp phá thành phố.
Belisarius chiếm lại Leptis Magna 10 năm sau đó, và trong 534, ông tiêu diệt vương quốc của người Vandal. Leptis đã trở thành thủ phủ một tỉnh của đế quốc Đông La Mã nhưng không bao giờ phục hồi lại từ khi nó bị cướp phá bởi người Berber.